# 天野藤秀
天野 藤秀（あまの ふじひで）は、戦国時代から安土桃山時代にかけての武将。犬居城主。

## 実名について
遠江天野氏の諸系図記録類には「虎景」の子を「藤秀」、「藤秀」の子を「景貫」とされているが、「藤秀」と「景貫」は実際には同一人物であり、実名は「藤秀」が正しいとされる。「藤秀」は天正4年（1576年）以降に犬居にて死去し、その子「景貫」が天野氏の官途・宮内右衛門尉を名乗ったとする説もあるが、現在は基本的に両者を同一人物とみなして実名を「藤秀」とみなすものが通説となっている。

## 略歴

### 出自
遠江天野氏は、藤原南家工藤氏の一族で天野氏庶流。鎌倉時代以降、遠江国、三河国、安芸国などにそれぞれ分家して栄えた。
戦国期の遠江天野氏は駿河今川氏傘下の国衆として存在し、「犬居三ヵ村」を中心とする犬居谷一円を領域支配していた。また、天野氏本来の惣領家である安芸守（七郎）系統と宮内右衛門尉（四郎）系統の二派が存在し、両者の間で頻繁に惣領の交替が行われていたという。藤秀は宮内右衛門尉系統の惣領・小四郎虎景の子として誕生した。

### 天野氏庶流として
藤秀の父・虎景は天文16年（1547年）7月までに死去し、同月に藤秀に今川義元から父の知行を安堵された。しかし藤秀自身が幼少であり宮内右衛門尉系統に他に有力な人物が存在しなかったことから、天野氏惣領職は安芸守系統の天野景泰に奪われ、父の同心・被官も景泰の同心とされた。
同年9月、戸田康光成敗を目的とした三河田原本宿の合戦などで功を立て、今川義元から感状を賜った。この合戦には惣領の景泰も参戦しており、その後も今川氏は両者に別々で感状や指示を与えている。今川氏としては景泰に惣領職を安堵しつつも、両者の系統を並立させることで天野氏を統制下に置く狙いがあったとされる。
同23年（1554年）9月に今川氏の同盟国である武田氏が信濃国伊那郡に侵攻すると、天野氏と所領を隣接する遠山郷の伊那遠山氏・遠山孫次郎の武田氏への帰属を景泰が仲介した。鈴木将典は武田氏と天野氏が交渉するのはこれが初めてではなく、武田氏との外交ルートを持つ天野氏を介して伊那遠山氏が武田氏への従属を図ったと推測している。この際に藤秀が使者として武田氏の元に赴き、伊那遠山氏の赦免を嘆願した。

### 天野氏惣領に就任
藤秀は惣領である景泰・元景父子とは度々所領を巡り対立しており、永禄5年（1562年）2月に今川氏真の裁定により藤秀の知行・代官職が安堵された。この今川氏の裁定に景泰・元景父子は不満を抱いたらしく、翌年（1563年）12月に今川氏から離反した。藤秀は今川方に残り景泰らを討伐し、今川氏より天野氏の惣領職を安堵された。これにより天野氏の二系統が並立する状態は解消され、宮内右衛門尉系統の天野氏が再び惣領となった。
同11年（1568年）12月より甲斐武田氏と徳川氏による今川領国への同時侵攻が開始される。藤秀は今川方として奥山定友・知久兄弟と共に犬居城に籠城する一方で、翌年3月より徳川方の調略を受けて従属し、徳川家康の遠江国侵攻に協力した。しかしその一方で前年12月に下伊那から北遠に侵入した武田方の秋山虎繁を案内したともされており（『三河物語』）、武田方としても活動していた形跡がある。

### 武田氏に従属、その後
元亀3年（1572年）10月に武田信玄による徳川領国への大規模侵攻が行われる（西上作戦）と、藤秀は武田氏に従属し嫡男・小四郎景康を甲府に人質として差し出した。その後は武田氏傘下の先方衆として徳川軍と戦い、天正2年（1574年）4月に犬居谷を徳川家康に攻められたが悪天候なども影響して良く防いだ。その後、退却する家康の軍勢を奇襲し総崩れにさせた。
同3年（1575年）6月の長篠の戦いの際、藤秀は犬居谷の守備を命じられ領国に残留していた。戦後、徳川軍の反攻活動が遠江の各戦線にて展開され、犬居谷も武田方の二俣城の補給経路を断つために徳川軍の侵攻を受けた。藤秀は朝比奈泰方と共に光明城を守備していたが7月上旬までに攻略され、犬居谷の樽山城・勝坂城も攻略されたことから犬居谷の大半が徳川方に制圧された。しかし藤秀は犬居谷の北方の拠点・鹿鼻城に在城して犬居谷の奪還を図り、武田勝頼も藤秀ら北遠方面の戦線を維持すべく、下伊那の松島・大草衆を奥山郷に派遣した。
その後も藤秀は犬居谷の奪還を模索し、翌年（1576年）12月に徳川軍に少なからず打撃を与え、同7年（1579年）4月にも勝頼から光明城の攻略を命じられている。その一方で犬居谷を追われて所領を失った藤秀には武田領国内で替地を宛がわれた。
同10年（1582年）3月に武田氏が滅亡すると武蔵八王子城主・北条氏照を頼り、以後その配下となった。翌年（1583年）3月には下野国小山城の在番を命じられ、嫡男・景康が対佐竹氏との戦いなどで活躍した。
没年は不詳であるが、資料上で最後に確認できるのは天正12年（1584年）4月である（天野文書）。

## 登場作品
- 武田信玄（1988年、演：北村晃一）